# Ginnastica ai Giochi della XXX Olimpiade - Corpo libero maschile
Il corpo libero maschile dei giochi olimpici di Londra 2012 si è svolto il 5 agosto 2012 presso la The O2 Arena.

## Programma
| Date                   | Time  | Round  |
| ---------------------- | ----- | ------ |
| Domenica 5 agosto 2012 | 14:00 | Finale |

## Qualifiche
| Posizione | Ginnasta           | Nazione                | Punt. D | Punt. E | Pen. | Totale | Qualif. |
| --------- | ------------------ | ---------------------- | ------- | ------- | ---- | ------ | ------- |
| 1         | Zou Kai            | Cina (bandiera)        | 6.900   | 8.933   |      | 15.833 | SI      |
| 2         | Kōhei Uchimura     | Giappone (bandiera)    | 6.700   | 9.066   |      | 15.766 | SI      |
| 3         | Flavius Koczi      | Romania (bandiera)     | 6.700   | 8.966   |      | 15.666 | SI      |
| 4         | Alexander Shatilov | Israele (bandiera)     | 6.600   | 9.033   |      | 15.633 | SI      |
| 4         | Jacob Dalton       | Stati Uniti (bandiera) | 6.600   | 9.033   |      | 15.633 | SI      |
| 6         | Tomás González     | Cile (bandiera)        | 6.500   | 9.033   |      | 15.533 | SI      |
| 7         | Marcel Nguyen      | Germania (bandiera)    | 6.500   | 8.933   |      | 15.433 | SI      |
| 8         | Denis Abljazin     | Russia (bandiera)      | 6.900   | 8.833   | 0.3  | 15.433 | SI      |
| 9         | Ryohei Kato        | Giappone (bandiera)    | 6.600   | 8.833   |      | 15.433 | NO      |
| 10        | Gaël da Silva      | Francia (bandiera)     | 6.500   | 8.900   |      | 15.400 | NO      |
| 11        | Kristian Thomas    | Regno Unito (bandiera) | 6.300   | 9.066   |      | 15.366 | NO      |

### Finale
| Posizione | Ginnasta           | Nazione     | Punt. D | Punt. E | Pen. | Totale |
| --------- | ------------------ | ----------- | ------- | ------- | ---- | ------ |
| 1         | Zou Kai            | Cina        | 6.900   | 9.033   | 0.00 | 15.933 |
| 2         | Kōhei Uchimura     | Giappone    | 6.700   | 9.100   | 0.00 | 15.800 |
| 3         | Denis Abljazin     | Russia      | 7.100   | 8.700   | 0.00 | 15.800 |
| 4         | Tomás González     | Cile        | 6.500   | 8.866   | 0.00 | 15.366 |
| 5         | Jacob Dalton       | Stati Uniti | 6.400   | 8.933   | 0.00 | 15.333 |
| 6         | Alexander Shatilov | Israele     | 6.600   | 8.733   | 0.00 | 15.333 |
| 7         | Flavius Koczi      | Romania     | 6.700   | 8.500   | 0.10 | 15.100 |
| 8         | Marcel Nguyen      | Germania    | 6.600   | 8.466   | 0.10 | 14.966 |